# ライオネル・リッチー
ライオネル・リッチー（1949年6月20日 - ）は、アメリカ合衆国のシンガーソングライター、作詞家、作曲家、編曲家、音楽プロデューサーである。本名はライオネル・ブロックマン・リッチー・ジュニア（英語: Lionel Brockman Richie, Jr.）。全世界アルバムトータルセールスは1億枚以上を誇る。

## 人物
1949年、アラバマ（アラバマ州タスキーギ）で生まれた。1974年に、コモドアーズのメンバーとしてデビュー。1982年からはソロ活動を行うようになり、1983年にリリースされたアルバム『オール・ナイト・ロング（Can't Slow Down）』は、全世界でトータルセールス2000万枚を超えた。ダイアナ・ロスとの代表的デュエット曲「エンドレス・ラブ」は、日本では21世紀に入ってからもラジオでオンエアされた。
プライベートでは、1975年に大学で知り合ったブレンダ（Brenda Harvey）と結婚しており、彼女と共に、1983年にニコール・リッチーを養子に迎え入れている。しかし1993年に離婚し、25億円の慰謝料を支払ったと言われている。

## 来歴

### コモドアーズ時代
1967年、タスキーギ大学在学中にコモドアーズを結成。ライオネルはサックスを担当していた。同大学卒業後、オーバーン大学の大学院に進んだ。1971年7月よりジャクソン5のオープニングアクトを務めた、1972年、モータウンと契約。
コモドアーズは、1974年にアルバム『マシン・ガン』でデビューする。ファーストは全曲ダンス・ナンバーという魅力的なファンク・バンドだった。日本の音楽祭のため来日したこともある。しかしセカンド以降ファンク曲は極端に減ってしまい、「ブリックハウス」などわずかな曲数になった。バンドはライオネルのヴォーカルを強調したバラード曲「イージー」などのヒットを出し、AOR路線を押し進めるようになった。
ライオネルは、作曲家として他のアーティストに曲を提供した。ケニー・ロジャースの「レイディ」は、1980年に全米1位の大ヒットとなる。翌1981年には、ダイアナ・ロスとのデュエット曲「エンドレス・ラブ」も、全米1位の大ヒットを記録した。

### ソロ活動
1982年、ライオネルはコモドアーズを脱退し、初のソロ・アルバム『ライオネル・リッチー』を発表した。同年に「トゥルーリー」が全米1位の大ヒットとなり、この曲でグラミー賞最優秀男性ポップ・ボーカル・パフォーマンス賞を受賞した。翌1983年に発表したアルバム『オール・ナイト・ロング（Can't Slow Down）』はグラミー賞最優秀アルバム賞と最優秀プロデューサー賞を獲得し、同アルバムからのシングルのうち「オール・ナイト・ロング」と「ハロー (心の扉)」は全米ナンバーワン・ヒットとなった。

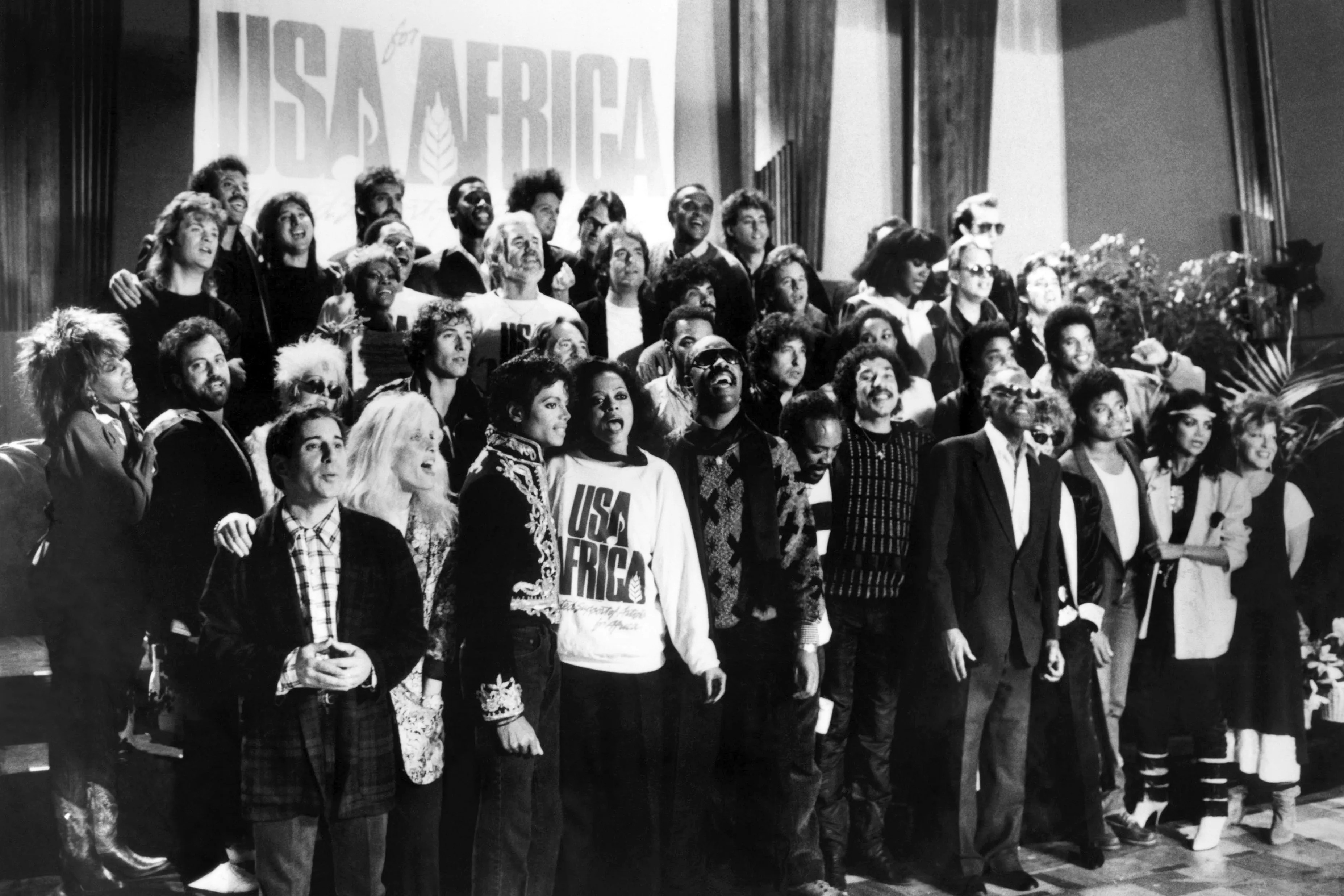
USAフォー・アフリカにてウィ・アー・ザ・ワールドを歌う

1985年にはマイケル・ジャクソンとの共作で、USAフォー・アフリカのチャリティー曲「ウィ・アー・ザ・ワールド」を作曲し、2000万枚を売り上げた。同年には映画『ホワイトナイツ/白夜』の主題歌「セイ・ユー、セイ・ミー」で自身5曲目の全米1位を獲得し、この曲はアカデミー歌曲賞とゴールデングローブ賞 主題歌賞を受賞した。1986年発表のアルバム『セイ・ユー、セイ・ミー（Dancing on the Ceiling）』を最後に、ライオネルはしばらく表舞台から退いた。
1992年、アルバム『バック・トゥ・フロント』を発表し、約5年ぶりに活動を再開した。新曲「ドゥ・イット・トゥ・ミー」がR&Bチャートで1位となった。
1996年、『ラウダー・ザン・ワーズ』を発表、ジャム&ルイスプロデュースによる「ドント・ウォナ・ルーズ・ユー」がヒットした。
その後もアルバムを発表しているが、再びシングル・ヒットを出すことはできなかった。養子の娘ニコール・リッチーは、テレビパーソナリティとして”セレブ”となっている。また、離婚した元妻から請求された莫大な慰謝料や、リッチーの豪勢な生活ぶりが報じられるなど音楽以外で話題になった。
2006年、2年ぶりのアルバム『カミング・ホーム』がBillboard 200で初登場6位にランクインし、彼にとって初めてとなるBillboardチャート初登場TOP10入りを果たした。結果的に50万枚以上を売り上げ、全米でゴールド・ディスクを獲得した。
2009年、3年ぶりとなるニュー・アルバム『ジャスト・ゴー』をリリースし、Billboard 200で初登場24位にランクインした。このアルバムでは、エイコン等の新鋭アーティストとも共演を果たしており、過去と同様ポップな作品となっていた。また、マイケル・ジャクソンの追悼会にて「"Jesus is Love"」を披露した。
2012年3月（日本盤は11月）、ケニー・ロジャースら多くの有名カントリー歌手とデュエットを行ったコラボレーションアルバム『ベスト・デュエット〜タスキーギ』がリリースされた。カナダ、ドイツ、イギリスを初めとする数多くのナショナルアルバムチャートにて上位を獲得。既にデンマークでは、ゴールドディスクを獲得している。また、全米アルバムチャートにおいても、約19万9千枚を売り上げ、初登場2位を記録した（最高位は1位）。これは、サウンドスキャンが1991年にアルバムの販売枚数を調査し始めて以来、彼にとっては、自身最高の初週売り上げ枚数である。
21世紀にはモロッコやアラブ首長国連邦、イラク、エジプト、リビアなどのアラブ諸国で人気が出て、モロッコ・フェスティバル出演など、アラブ世界でのライヴ活動も増えた。
2022年5月4日、米Rock & Roll Hall of Fame Foundationのロックの殿堂にて、パフォーマンス賞を受賞。

## ディスコグラフィ

### アルバム
- 1982年 ライオネル・リッチー - Lionel Richie (US POP #3/R&B #1)
- 1983年 オール・ナイト・ロング - Can't Slow Down (US POP #1/R&B #1)
- 1986年 セイ・ユー、セイ・ミー - Dancing on the Ceiling (US POP #1/R&B #4)
- 1992年 バック・トゥ・フロント/ライオネル・リッチー・グレイテスト・ヒッツ - Back To Front（ベスト盤） (US POP #19/R&B #7)
- 1996年 ラウダー・ザン・ワーズ - Louder Than Words (US POP #28/R&B #15)
- 1997年 トゥルーリー〜ベスト・オブ・ラヴ・ソングス - Truly: The Love Songs（ベスト盤）
- 1998年 タイム - Time (US POP #152/R&B #77)
- 2000年 ルネッサンス - Renaissance (US POP #62/R&B #54)
- 2002年 アンコール:ベスト・ライヴ - Encore: Live At Wembley Arena
- 2003年 ザ・デフィニティヴ・コレクション - The Definitive Collection（ベスト盤） (US POP #19/R&B #31)
- 2004年 ジャスト・フォー・ユー - Just for You (US POP #47/R&B #22)
- 2006年 カミング・ホーム - Coming Home（初登場TOP10入り初の作品） (US POP #6/R&B #3)
- 2007年 Live In Paris (US POP #--/R&B #54)
- 2009年 ジャスト・ゴー - Just Go (US POP #24/R&B #9)
- 2012年 ベスト・デュエット〜タスキーギ - Tuskegee (US 200 #1)

### シングル
| 発売日        | レーベル | 規格 | 規格品番  | 面 | タイトル                                                       | 備考                     |
| ------------- | -------- | ---- | --------- | -- | -------------------------------------------------------------- | ------------------------ |
| 1981年        | MOTOWN   | EP   | VIPX-1591 | A  | エンドレス・ラブ／Endless Love                                 | with Diana Ross          |
| 1981年        | MOTOWN   | EP   | VIPX-1591 | B  | エンドレス・ラブ／Endless Love (Inst.)                         |                          |
| 1982年        | MOTOWN   | EP   | VIPX-1679 | A  | トゥルーリー／Truly                                            |                          |
| 1982年        | MOTOWN   | EP   | VIPX-1679 | B  | 愛を棄てられたら／Just Put Some Love In Your Heart             |                          |
| 1983年        | MOTOWN   | EP   | VIPX-1692 | A  | ユー・アー／You Are                                            |                          |
| 1983年        | MOTOWN   | EP   | VIPX-1692 | B  | You Mean More To Me                                            |                          |
| 1983年        | MOTOWN   | EP   | VIPX-1709 | A  | マイ・ラヴ／My Love                                            |                          |
| 1983年        | MOTOWN   | EP   | VIPX-1709 | B  | ラウンド・アンド・ラウンド／Round And Round                    |                          |
| 1983年        | MOTOWN   | EP   | VIPX-1723 | A  | オール・ナイト・ロング／All Night Long (All Night)             |                          |
| 1983年        | MOTOWN   | EP   | VIPX-1723 | B  | 彷徨（さすらい）のストレンジャー／Wandering Stranger           |                          |
| 1983年        | MOTOWN   | EP   | VIPX-1740 | A  | ランニング・ウィズ・ザ・ナイト／Running With The Night         |                          |
| 1983年        | MOTOWN   | EP   | VIPX-1740 | B  | 無言歌／You Mean More To Me                                    |                          |
| 1984年2月13日 | MOTOWN   | EP   | VIPX-1754 | A  | ハロー（出逢いの扉）／Hello                                    |                          |
| 1984年2月13日 | MOTOWN   | EP   | VIPX-1754 | B  | オール・ナイト・ロング／All Night Long (Inst.)                 |                          |
| 1984年        | MOTOWN   | EP   | VIPX-1771 | A  | スタック・オン・ユー／Stuck On You                             |                          |
| 1984年        | MOTOWN   | EP   | VIPX-1771 | B  | ランニング・ウィズ・ザ・ナイト／Running With The Night (Inst.) |                          |
| 1984年        | MOTOWN   | EP   | VIPX-1    | A  | ペニー・ラバー／Penny Lover                                    |                          |
| 1984年        | MOTOWN   | EP   | VIPX-1    | B  | 装われた悲しみ／Tell Me                                        |                          |
| 1984年11月    | MOTOWN   | EP   | VIPX-1824 | A  | セイ・ユー・セイ・ミー／Say You, Say Me                        |                          |
| 1984年11月    | MOTOWN   | EP   | VIPX-1824 | B  | キャント・スロウ・ダウン／Can't Slow Down                      |                          |
| 1986年        | MOTOWN   | EP   | RMTS-6    | A  | ダンシング・オン・ザ・セイリング／Dancing On The Ceiling       |                          |
| 1986年        | MOTOWN   | EP   | RMTS-6    | B  | ラヴ・ウィル・ファインド・ア・デイ／Love Will Find A Day       |                          |
| 1986年        | MOTOWN   | EP   | RMTS-15   | A  | 愛に抱かれて／Love Will Conquer All                            |                          |
| 1986年        | MOTOWN   | EP   | RMTS-15   | B  | オンリー・ワン／The Only One                                   |                          |
| 1986年        | MOTOWN   | EP   | RMTS-17   | A  | バレリーナ・ガール／Ballerina Girl                             |                          |
| 1986年        | MOTOWN   | EP   | RMTS-17   | B  | ディープ・リバー・ウーマン／Deep River Woman                   | with Alabama             |
| 1987年        | MOTOWN   | 12"  | RMTS-1003 | A1 | 愛に抱かれて／Love Will Conquer All (12'' vocal ver.)          |                          |
| 1987年        | MOTOWN   | 12"  | RMTS-1003 | A2 | 愛に抱かれて／Love Will Conquer All (Inst.)                    |                          |
| 1987年        | MOTOWN   | 12"  | RMTS-1003 | B1 | 愛に抱かれて／Love Will Conquer All (Radio Edit)               |                          |
| 1987年        | MOTOWN   | 12"  | RMTS-1003 | B2 | オンリー・ワン／The Only One                                   |                          |
| 1992年        |          |      |           | 1  | Do It To Me                                                    |                          |
| 1992年        |          |      |           | 1  | My Destiny                                                     |                          |
| 1992年        |          |      |           | 1  | Love, Oh Love                                                  |                          |
| 1996年        |          |      |           | 1  | Don't Wanna Lose You                                           |                          |
| 1996年        |          |      |           | 1  | Ordinary Girl                                                  |                          |
| 1996年        |          |      |           | 1  | Still In Love                                                  |                          |
| 1998年        |          |      |           | 1  | Time                                                           |                          |
| 1998年        |          |      |           | 1  | I Hear You Voice                                               |                          |
| 2000年        |          |      |           | 1  | Angel                                                          |                          |
| 2000年        |          |      |           | 1  | Don't Stop The Music                                           |                          |
| 2001年        |          |      |           | 1  | Tender Heart                                                   |                          |
| 2001年        |          |      |           | 1  | The One with Juliette                                          |                          |
| 2003年        |          |      |           | 1  | To Love A Woman                                                | with Enrique Iglesias    |
| 2004年        |          |      |           | 1  | Just For You                                                   |                          |
| 2004年        |          |      |           | 1  | Long Long Way To Go                                            |                          |
| 2006年        |          |      |           | 1  | I Call It Love                                                 |                          |
| 2006年        |          |      |           | 1  | What You Are                                                   |                          |
| 2006年        |          |      |           | 1  | Why                                                            |                          |
| 2008年        |          |      |           | 1  | Face In The Crowd                                              | with Trijntje Oosterhuis |
| 2008年        |          |      |           | 1  | Good Morning                                                   |                          |
| 2009年        |          |      |           | 1  | Just Go                                                        |                          |

### 映像作品
- 2003年 Collection

## 受賞歴
- グラミー賞
  - 1983年 Best Male Pop Vocal Performance　"Truly"
  - 1985年 Album of the Year　"Can't Slow Down"
  - 1986年
    - Song of the Year　"We Are the World" performed by USA for Africa
    - Record of the Year　"We Are the World" performed by USA for Africa
- アメリカン・ミュージック・アワード
  - 1983年 Favorite Pop/Rock Single　"Truly"
  - 1984年 Favorite Soul/R&B Single　"All Night Long（All Night）"
  - 1985年
    - Favorite Pop/Rock Male Artist
    - Favorite Pop/Rock Video　"Hello"
    - Favorite Pop/Rock Male Video Artist
    - Favorite Soul/R&B Male Artist
    - Favorite Soul/R&B Video　"Hello"
    - Favorite Soul/R&B Male Video Artist

  - 1987年
    - Favorite Pop/Rock Male Artist
    - Favorite Pop/Rock Video　"Dancing on the Ceiling"
    - Favorite Soul/R&B Male Artist
    - Favorite Soul/R&B Male Video Artist

## 日本公演
- 1983年
  - 12月9日 名古屋市民会館
  - 12月11日 福岡サンパレス
  - 12月13日 大阪フェスティバルホール
  - 12月14日 神奈川県民ホール
  - 12月16日 日本武道館
  - 12月17日 中野サンプラザ（昼夜2公演）
- 1987年
  - 5月14、15日 大阪城ホール
  - 5月17日 名古屋市国際展示場
  - 5月18日 広島サンプラザ
  - 5月20日 静岡県草薙体育館
  - 5月22、23日 後楽園球場
- 2014年
  - 3月27日 パシフィコ横浜国立大ホール
  - 3月29日 神戸ワールド記念ホール
  - 3月31日 日本武道館

- 1987年5月に行われた東京・後楽園球場でのコンサートは日本テレビで録画放映された。